# Mychel Thompson
Ne doit pas être confondu avec le joueur Mychal Thompson
Mychel Thompson, né le 1er juin 1988 à Los Angeles, en Californie, est un joueur américain de basket-ball. Il évolue aux postes d'arrière et d'ailier.

## Biographie
Évoluant avec les  Erie BayHawks il signe en tant que agent libre en décembre 2011 avec les Cavaliers de Cleveland mais ceux-ci le libèrent peu après, en février, après seulement cinq matchs disputés. Il est ensuite envoyé en NBA Development League où il joue avec les Santa Cruz Warriors.
Son frère Klay Thompson est l'un des joueurs vedettes des Warriors de Golden State. Son jeune frère Trayce Thompson est quant à lui un joueur de la Ligue majeure de baseball.